# Prilep
Prilep (in macedone Прилеп?; in albanese Përlepi; in greco Πρίλαπος?, Prílapos) è una città della repubblica di Macedonia, situata nella regione di Pelagonia. Nel 2016 aveva 64 830 abitanti. 

## Geografia
Prilep sorge nella parte settentrionale della pianura di Pelagonia, nella Macedonia meridionale, 620 metri d'altitudine. Prilep è situata a 44 km a nord di Bitola, principale centro della Macedonia meridionale.

## Storia
L'odierna città di Prilep sorge sull'antica città macedone di Stuberra. Nel 1014 a Prilep lo zar bulgaro Samuele venne colpito da un infarto dopo aver visto i suoi soldati accecati dai Bizantini dopo la battaglia di Kleidion. Nel 1334 fu conquistata dal re serbo Stefano Dušan.
Nel 1395 Prilep venne conquistata dagli Ottomani e inclusa nel vilayet di Monastir. Nella seconda metà del XIX secolo fu uno dei principali centri del nazionalismo bulgaro. Il dominio ottomano su Prilep cessò al termine della prima guerra balcanica, quando Prilep venne annessa al Regno di Serbia nonostante le rivendicazioni dei Bulgari. Durante la prima guerra mondiale, dal 17 novembre 1915 al 24 ottobre 1918, venne occupata dall'esercito bulgaro. Al termine del conflitto Prilep entrò a far parte del Regno dei Serbi, Croati e Sloveni e inclusa nella banovina del Vardar.
Nel corso dell'invasione nazifascista della Jugoslavia Prilep venne occupata dapprima dall'esercito tedesco e poi da quello bulgaro. Dal 1941 al 1944 la città venne annessa al Regno di Bulgaria. Il 9 settembre 1944 venne liberata dai partigiani jugoslavi.

## Monumenti e luoghi d'interesse
- Fortezza del Principe Marko
- Torre dell'orologio
- Torri di Marko

## Amministrazione

### Gemellaggi
Prilep è gemellata con:
- Asenovgrad
- Deyang
- Radom
- Garfield (New Jersey)
- Černihiv

### Patti d'amicizia
- Città di Vincent